# Cuicun
Cuicun (kinesiska: 崔村, 崔村镇) är en köping i Kina. Den ligger i stadsdistriket Changping i Pekings storstadsområde, i den nordöstra delen av landet, omkring 30 kilometer norr om stadskärnan. Antalet invånare är 21 319. Befolkningen består av 9 446 kvinnor och 11 873 män. Barn under 15 år utgör 8,0 %, vuxna 15–64 år 81 %, och äldre över 65 år 9,0 %.